# Neutrofília
La neutrofília (també anomenada rarament neutrocitosi) és la leucocitosi dels neutròfils, és a dir, un nombre elevat de neutròfils a la sang. Com que els neutròfils són el tipus principal de granulòcits, les mencions de granulocitosi sovint se superposen en significat amb la neutrofília.
El contrari de la neutrofília és la neutropènia.

## Causes
Els neutròfils són els leucòcits primaris que responen a una infecció bacteriana, de manera que la causa més comuna de neutrofília és una infecció bacteriana, especialment les infeccions piògenes.
Els neutròfils també augmenten en qualsevol inflamació aguda, per la qual cosa augmentaran després d'un atac de cor, un altre infart o cremades.
Alguns fàrmacs, com la prednisona, tenen el mateix efecte que el cortisol i l'adrenalina, fent que els neutròfils marginats entrin al torrent sanguini.
Una neutrofília també pot ser el resultat d'una malignitat. La leucèmia mieloide crònica (LMC) és una malaltia on les cèl·lules sanguínies proliferen sense control. Aquestes cèl·lules poden ser neutròfils. La neutrofília també pot ser causada per l'esplenectomia.
La neutrofília primària també pot ser el resultat d'una deficiència d'adhesió de leucòcits.

## "Desviació a l'esquerra"
Una "desviació a l'esquerra" es refereix a la presència d'un augment en la proporció de neutròfils més joves i menys ben diferenciats i de cèl·lules precursores de neutròfils a la sang.